# Indienii din Cleveland
Indienii din Cleveland (titlu original: în engleză Major League) este un film american sportiv de comedie din 1989 scris și regizat de David S. Ward. Rolurile principale au fost interpretate de actorii Tom Berenger, Charlie Sheen, Wesley Snipes, James Gammon, Bob Uecker, Rene Russo, Margaret Whitton, Dennis Haysbert și Corbin Bernsen. A avut două continuări: Indienii din Cleveland 2 (1994) și Indienii din Cleveland: Întoarcerea (1998).

## Rezumat
Noua proprietară a echipei de baseball Cleveland Indians, Rachel Phelps, este interesată să piardă pentru a vinde echipa într-un alt oraș. În acest scop, ea recrutează o nouă echipă din jucători accidentați care nu au ajuns la alte echipe și veterani. Apoi, începe să comploteze împotriva sportivilor săi și să economisească din buget.

## Distribuție
- Tom Berenger – Jake Taylor
- Charlie Sheen – Rick „Wild Thing“ Vaughn
- Corbin Bernsen – Roger Dorn
- Margaret Whitton – Rachel Phelps
- James Gammon – Lou Brown
- Rene Russo – Lynn Wells
- Wesley Snipes – Willie Mays Hayes
- Charles Cyphers – Charlie Donovan
- Chelcie Ross – Eddie Harris
- Dennis Haysbert – Pedro Cerrano
- Andy Romano – Pepper Leach
- Bob Uecker – Harry Doyle
- Steve Yeager – „Duke“ Temple
- Peter Vuckovich – Clue Haywood
- Stacy Carroll – Suzanne Dorn